# Зимние Азиатские игры 1990
II Зимние Азиатские игры прошли в Саппоро (Япония) с 9 по 14 марта 1990 года. Саппоро второй раз подряд принял Зимнюю Азиаду после того, как Индия в 1989 году отказалась от её проведения ввиду финансовых проблем.
Наибольшее количество наград, как и на предыдущих Играх, завоевали спортсмены Японии. При этом конькобежка Сейко Хасимото стала обладательницей четырёх золотых медалей. Три золотые медали завоевала лыжница Фумико Аоки.

## Виды спорта
На зимней Азиаде 1990 года разыгрывалось 33 комплекта медалей по 6 видам спорта. Ниже приведен их список.

| - Горнолыжный спорт - Биатлон - Лыжные гонки - Конькобежный спорт - Хоккей с шайбой - Шорт-трек |

Прыжки с трамплина были представлены в качестве показательного вида. В программе Игр отсутствовали соревнования по фигурному катанию, входившие в программу I Зимних Азиатских игр.

## Страны-участницы
В Играх участвовали 10 сборных, представляющих Национальные олимпийские комитеты, входящие в Олимпийский совет Азии (в скобках указано количество спортсменов):

| - Гонконг (4) - Индия (12) - Иран (10) - Китай (73) - КНДР (54) - Республика Корея (63) - Монголия (7) - Тайвань (5) - Филиппины (1) - Япония (80) |

Иран, Тайвань и Филиппины впервые приняли участие в Зимней Азиаде.

## Награды
| Место | Страна           | Золото | Серебро | Бронза | Всего |
| ----- | ---------------- | ------ | ------- | ------ | ----- |
| 1     | Япония           | 18     | 16      | 13     | 47    |
| 2     | Китай            | 9      | 9       | 8      | 26    |
| 3     | Республика Корея | 6      | 7       | 8      | 21    |
| 4     | КНДР             | 0      | 1       | 4      | 5     |
| 5     | Монголия         | 0      | 0       | 1      | 1     |
| Всего | Всего            | 33     | 33      | 34     | 100   |